# サントス・ヘルナンデス
サントス・ヘルナンデス（Santos Hernandez, 1973年11月3日 - ）はパナマ共和国チリキ県出身の元プロ野球選手(投手)。右投右打。

## 経歴
2006年開幕前の3月に第1回WBCのパナマ代表に選出された。

## 詳細情報

### 代表歴
- 2006 ワールド・ベースボール・クラシック・パナマ代表